# Ángel Carmona (periodista)
Ángel Carmona (Jerez de la Frontera, 12 de octubre de 1979) es un periodista español. En 2015 recibió el Premio Ondas al mejor presentador de radio musical. En 2023 dio el salto a la televisión presentando el programa Cachitos de hierro y cromo.

## Biografía
Nació en la ciudad de Jerez de la Frontera en 1979. Sus padres, nacidos de Castilla-La Mancha, ejercían la docencia en un instituto de enseñanza secundaria en Jerez. Después de cierta estancia en Andalucía, se trasladaron a Alcalá de Henares. Estudió Periodismo en la Universidad CEU San Pablo. 

#### La radio
Desde septiembre de 2009 hasta julio de 2023 presentó el programa matinal  Hoy empieza todo de Radio 3,  trabajo por el que recibió el premio Ondas 2015 al mejor presentador de radio musical. En 2007 es nombrado subdirector del programa Asuntos propios de Radio Nacional de España y va a ser el encargado de presentar el programa en ausencia de su director, Toni Garrido. Ha colaborado con la emisora Onda Cero y con las revistas Efe Eme, Zona de Obras, Rolling Stone, On Madrid, Rockdelux y Batonga.
Desde 2023 presenta el programa Mañana Más en Radio Nacional de España (Radio 1) junto a Antonio Vicente con colaboradores como Toño Pérez, Javier Pascual y muchos otros y otras.  Desde septiembre de 2024 se emite de 4:00 a 6:00 de la madrugada

#### El salto a la televisión
En 2023 sustituye a Virginia Díaz el programa de La 2, Cachitos de hierro y cromo.  si bien continua con su programa Mañana Más en Radio Nacional de España.